# Microdon linearis
Microdon linearis är en flenörtsväxtart som beskrevs av Jacques Denys Denis Choisy. Microdon linearis ingår i släktet Microdon och familjen flenörtsväxter. Inga underarter finns listade i Catalogue of Life.